# Whippingham

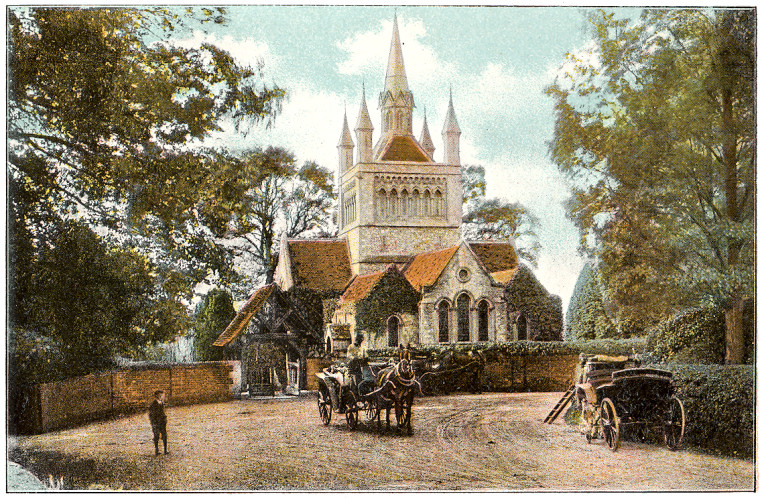
A Igreja de St. Mildred, Whippingham, cerca de 1910.

Whippingham é um vilarejo da Ilha de Wight. Está localizado a dois quilômetros ao sul de Cowes, no norte da ilha.
Whippingham é mais conhecida por suas conexões com a Rainha Victoria, especialmente por sua igreja, reprojetada pelo marido da Rainha, o Príncipe Albert. O vilarejo tornou-se o centro do estado real que abrigava Osborne House e Barton Manor. A escola, as fazendas, a forja, as cabanas, entre outras construções de Whippingham, foram reconstruídas quando se tornaram parte do estado da Rainha. O Príncipe Albert tinha uma "fazenda modelo" em Barton. Tanto na doença como na saúde, a Rainha Victoria demonstrou interesse em ajudar "seu povo" de Whippingham.